# I Ball II: The Quest for the Past
I Ball II: The Quest for the Past è un videogioco sparatutto pubblicato nel 1987-1988 per Amstrad CPC, Commodore 64 e ZX Spectrum dalla Firebird Software nella linea economica Silver Range. È il seguito di I, Ball del 1987, sviluppato dagli stessi autori, e ha per protagonista lo stesso essere sferico, ma ha una meccanica di gioco piuttosto diversa dal precedente.
Il titolo è scritto in vari modi: I Ball II: The Quest for the Past nei manuali, solo I Ball II sulle confezioni, I Ball 2: The Quest for the Past a video sul C64, I, Ball II: Quest for the Past a video sugli altri. Il sottotitolo ("la ricerca del passato") si riferisce al fatto che il protagonista viene inviato dentro antichi sotterranei a cercare reperti storici del suo popolo.

## Modalità di gioco
Il gioco si svolge dentro stanze bidimensionali a schermata fissa con visuale di lato. Il protagonista è una creatura sferica che può muoversi a destra e sinistra, saltare, e sparare fiammelle in orizzontale. In ogni stanza ci sono ostacoli di varia forma e natura che fanno anche da piattaforme sulle quali saltare. Quando si sbatte contro ostacoli si rimbalza e può perciò essere impegnativo riuscire a entrare negli eventuali passaggi stretti.
Ci sono in tutto 50 livelli, il cui scopo è sempre raccogliere una chiave e quindi raggiungere l'uscita della stanza. Alcuni ostacoli sono mutevoli e può essere necessario toccare certi blocchi, oppure attendere che sia passato un certo tempo, affinché gli ostacoli si spostino o spariscano, permettendo di raggiungere punti prima inaccessibili.
I nemici sono di varie forme surreali, volano seguendo schemi di movimento regolari e possono ricomparire qualche tempo dopo essere stati distrutti. Al contatto con un nemico si perde una vita. Possono esserci alcuni blocchi indistruttibili radioattivi (luminescenti), fermi o mobili, anch'essi letali al contatto, anche per i nemici. C'è inoltre un limite di tempo per ogni livello.
Si trovano diversi bonus e power-up da raccogliere, tra cui le bombe che quando utilizzate distruggono istantaneamente tutti i nemici presenti, le "particelle di vita" che fanno vincere una vita ogni quattro raccolte, e le pietre preziose che danno un potenziamento imprevedibile (rallentamento dei nemici, aumento della cadenza di fuoco o della velocità, ecc.), talvolta anche peggiorativo.
Su Commodore 64 e ZX Spectrum sono presenti brevi brani di sintesi vocale.